# Campionati mondiali di ginnastica aerobica 1997
I Campionati mondiali di ginnastica aerobica 1997 sono stati la 3ª edizione della competizione organizzata dalla Federazione Internazionale di Ginnastica.
Si sono svolti a Perth, in Australia, dal 30 maggio al 1 giugno 1997.

## Medagliere
| Pos.   | Nazione       | Oro | Argento | Bronzo | Totale |
| ------ | ------------- | --- | ------- | ------ | ------ |
| 1      | Bulgaria      | 1   | 1       | 0      | 2      |
| 2      | Romania       | 1   | 0       | 1      | 2      |
| 3      | Australia     | 1   | 0       | 0      | 1      |
| 3      | Corea del Sud | 1   | 0       | 0      | 1      |
| 5      | Ungheria      | 0   | 1       | 0      | 1      |
| 5      | Giappone      | 0   | 1       | 0      | 1      |
| 5      | Russia        | 0   | 1       | 0      | 1      |
| 7      | Spagna        | 0   | 0       | 1      | 1      |
| 7      | Francia       | 0   | 0       | 1      | 1      |
| 7      | Svezia        | 0   | 0       | 1      | 1      |
| Totale | Totale        | 4   | 4       | 4      | 12     |

## Podi
| Evento                | Oro            | Argento          | Bronzo         |
| Individuale maschile  | Kwang-Soo Park | Kalojan Kaloinov | Andrei Nezezon |
| Individuale femminile | Juanita Little | Yuriko Ito       | Chloe Maigre   |
| Coppia mista          | Bulgaria       | Russia           | Spagna         |
| Trio                  | Romania        | Ungheria         | Svezia         |